# Arnaud Ducret
Arnaud Ducret (Rouen, 6 de desembre de 1978) és un actor, humorista i guionista francès.
Es va donar a conèixer al gran públic per haver format parella amb Alix Poisson a la sèrie humorística francesa Parents mode d'emploi emesa per France 2 del 2013 al 2018. A TV3 i a À Punt se l'ha vist protagonitzant les comèdies El club dels divorciats, Família a la força o Tendre i poc fet.
Gran aficionat a l'automobilisme, va participar al Trofeu Andros de curses de cotxes elèctrics sobre gel i a la Fun Cup.

## Biografia
Tot i néixer a Rouen, va créixer a Amfreville-la-Campagne, Petit-Couronne i Oissel.
Antic cantant de gospel, Arnaud Ducret es llança a la comèdia gràcies a Cours Florent. Veritable estrella dels teatres de cafeteria, la cadena M6 va oferir-li interpretar els seus esquetxos en un espectacle molt popular dels anys 2000, Le Morning Live.

## Filmografia

### Llargmetratges
- 2012. L'Oncle Charles
- 2012. Une vie meilleure
- 2013. Les Profs
- 2013. L'amor és a l'aire
- 2015. Les Profs 2[5]
- 2016. Adopte un veuf
- 2017. L'Embarras du choix
- 2017. Les Ex
- 2017. Les Nouvelles Aventures de Cendrillon
- 2018. Gaston Lagaffe
- 2018. Família a la força
- 2018. Monsieur je-sais-tout
- 2020. Tendre i poc fet
- 2022. Le Visiteur du futur

### Curtmetratges
- 2016. Speed/Dating

### Televisió
- 2008. Fortunes
- 2009. Adieu De Gaulle, adieu
- 2010. À vos caisses
- 2010. Un divorce de chien
- 2011. Le Chant des sirènes
- 2013. La Planète des cons
- 2013. Manipulations
- 2020. Pourquoi je vis
- 2020. La capitana Marleau (episodi El veïnat de les ànimes en pena)
- 2022. Ils s'aiment...enfin presque!
- 2022. Le Grand Restaurant: La guerre de l'étoile
- 2022. Tous Inconnus

### Sèries
- 2008. Caméra Café 2 (com a Franck Gaillard)
- 2009. Les Bougon (com a Jean-Michel Favard)
- 2011. Bref (temporada 1, episodi 50)
- 2012. Le Sang de la vigne (com a Cazeviel a l'episodi "La robe de Margaux")
- 2012. Mère et Fille (temporada 1, episodi 17)
- 2013. C'est la crise! (com a Arnaud)
- 2013. Fais pas ci, fais pas ça (temporada 6)
- 2013-2018. Parents mode d'emploi (com a Gaby Martinet)
- 2020. Un homme ordinaire (com a Christophe de Salin)
- 2021. Mensonges (com a Thomas Villeneuve)
- 2022. Le Remplaçant (temporada 2)
- 2022. Mercato (com a Thomas Chevalier)

### Programes
- 2014. Les copains d'abord font du ski de France 2
- 2015. Fantaisie Blanche de France 2
- 2018. Cap Horn d'M6 (com a participant)
- 2020. District Z de TF1 (com a participant)
- 2022. Miss France 2023 (com a menbre del jurat)
- 2022. Un air d'Enfoirés (com a participant)
- 2022. Arnaud Ducret dans tous ses états de TF1
- 2023. Tirage du Loto de TF1
- 2023. Enfoirés un jour, toujours (com a participant)

## Teatre
- 2009. Pareil… mais en mieux (one man show), d'Arnaud Ducret al Théâtre du Point-Virgule.
- 2010. Spamalot, d'Eric Idle al teatre Le Comédia.
- 2012-2013. Je m'rends (one man show) a la sala L'Européen de París.
- 2013. Spamalot, d'Eric Idle a la sala Bobino de París.
- 2014-2016. Arnaud Ducret vous fait plaisir (one man show) d'Arnaud Ducret.
- 2017. On se refait Palmade!